# Vimmerbypartiet
Vimmerbypartiet (VIP) var ett lokalt politiskt parti i Vimmerby kommun. Partiet bildades 2002, och partiledare var Kjell Hemmingsson. I valet 2002 erhöll partiet 594 röster, vilket motsvarade 6,4 procent. Därmed fanns Vimmerbypartiet representerat i Vimmerby kommunfullmäktige med tre mandat. Partiet valde att inte ställa upp i valet 2006 och lämnade därmed kommunfullmäktige.

## Valresultat
| År   | Röster | %   | Mandat  |
| ---- | ------ | --- | ------- |
| 2002 | 594    | 6,4 | 3 av 49 |
| 2006 | –      | –   | 0 av 49 |